# Hugo Southwell
Pour les articles homonymes, voir Southwell (homonymie).
Pas d'image ? Cliquez ici

a Compétitions nationales et continentales officielles uniquement.

b Matchs officiels uniquement.
Dernière mise à jour le 12 février 2011.
Hugo Finlay Grant Southwell, né le 14 mai 1980 à Londres (Angleterre) est un joueur de rugby à XV qui joue avec l'équipe d'Écosse depuis 2004, évoluant au poste d'arrière (1,89 m et 100 kg). Il évolue dans le club des London Wasps de 2011 à 2014 avant de mettre un terme à sa carrière à la suite d'une blessure récurrente au genou.

## Biographie
Il connaît sa première cape internationale le 4 juin 2004 contre l'équipe des Samoa.
Il peut jouer avec l'Écosse par sa grand-mère maternelle originaire de Falkirk.
Il joue avec Edinburgh Rugby en coupe d'Europe (29 matchs) et en Celtic League. Il signe en 2009 avec le club du Stade français Paris rugby.
En août 2011, il quitte le Stade français et s'engage avec les London Wasps pour une durée de deux ans. 

## Palmarès
- 48 sélections (32 titulaire, 16 remplaçant)
- 40 points (8 essais)
- Sélections par années : 7 en 2004, 9 en 2005, 10 en 2006, 10 en 2007, 8 en 2008, 4 en 2009
- Tournoi des Six Nations disputés : 2004, 2005, 2006, 2007, 2008, 2009, 2010
- Coupe du monde de rugby à XV disputée : 2007 (5 matchs)